# Paweł (Gassios)
Paweł, imię świeckie Paul Nicholas Gassios lub Apostolos Gassios (6 kwietnia 1953 w Detroit - 24 kwietnia 2022 w Burbank) – amerykański biskup prawosławny pochodzenia greckiego.

## Życiorys
Ukończył studia na uniwersytecie Wayne w zakresie historii i psychologii w 1976. Po uzyskaniu dyplomu pracował z dziećmi-ofiarami przemocy fizycznej i psychicznej. W 1980 uzyskał na tej samej uczelni dyplom magistra (Master's Degree) w zakresie pracy społecznej.
Kontynuując dotychczasową pracę, w 1991 wstąpił do seminarium duchownego św. Włodzimierza w Yonkers i tam w 1994 uzyskał stopień magistra teologii, kończąc naukę z wyróżnieniem. Święcenia kapłańskie przyjął 25 czerwca 1994 z rąk arcybiskupa Chicago i Środkowego Zachodu Hioba. W latach 1995–2005 służył w parafii św. Tomasza w Cocomo (Illinois). Następnie przez rok żył w monasterze św. Grzegorza Palamasa w Hayesville (Ohio). Następnie krótko był proboszczem parafii św. Michała Archanioła w St. Louis oraz Narodzenia Matki Bożej w Deslodge. Od 2007 do 2014 był dziekanem oraz proboszczem parafii św. Jerzego w Rossford, w strukturach diecezji bułgarskiej Kościoła Prawosławnego w Ameryce. W sierpniu 2014 Święty Synod tegoż Kościoła mianował go administratorem diecezji Chicago i Środkowego Zachodu.
20 października 2014 Apostolos Gassios złożył wieczyste śluby mnisze, przyjmując imię zakonne Paweł na cześć św. Pawła Wyznawcy. Dzień później otrzymał nominację na biskupa Chicago i Środkowego Zachodu. Jego chirotonia biskupia odbyła się 27 grudnia 2014 w soborze Trójcy Świętej w Chicago pod przewodnictwem metropolity całej Ameryki i Kanady Tichona.
Zmarł 24 kwietnia 2022 po ciężkiej chorobie.